# Ushiku

Ushiku (牛久市 Ushiku-shi?) este un municipiu din Japonia, prefectura Ibaraki.